# Seven de Singapur 2025
El Seven de Singapur 2025 corresponde al sexto y último torneo de la etapa regular de la Serie Mundial de Rugby 7, temporada 2024-25, en modalidades femenina y masculina, bajo formato abreviado (grupos de tres equipos, sin cuartos de final). Se disputa en la ciudad de Singapur, de la República de Singapur, en el Estadio Nacional de Singapur.
Los equipos campeones fueron Nueva Zelanda en mujeres y Fiyi en varones. Argentina en varones y Nueva Zelanda en mujeres se consagraron campeones de la liga 2024/2025. Quedaron también definidos en cada modalidad, los ocho equipos clasificados para disputar el campeonato final y los cuatro equipos para disputar el torneo de ascenso/descenso en Los Ángeles.    

## Formato abreviado
La World Rugby estableció un formato abreviado de dos días para los torneos de Ciudad del Cabo (#2) y Singapur (#6). Ambos torneos de realizan una semana después del anterior, razón por la cual la WR consideró conveniente realizarlos en un formato de menor cantidad de partidos a fin de cuidar la salud de quienes compiten.
El formato en estos dos torneos elimina los cuartos de final. Para ello contempla una etapa preliminar de cuatro grupos de tres equipos.
- Etapa de grupos. En el formato reducido se forman cuatro grupos (pools) de tres equipos cada uno, todos contra todos. Los grupos se conforman por sorteo, teniendo en cuenta la posición de cada equipo en el torneo anterior, o eventualmente la posición final en la serie anterior, si se trata del primer torneo de la temporada. Los cuatro equipos que encabezaron las posiciones en el torneo anterior, actúan como cabeza de serie de cada grupo; luego se sortean los dos equipos restantes en cada grupo, en dos secuencias, siempre de acuerdo a la posición obtenida en el torneo anterior: 5/8 y 9/12.[1] A diferencia del formato olímpico, en esta etapa no hay empate y, de ser necesario, cada partido debe definirse por el sistema de "primera diferencia". El equipo ganador obtiene tres puntos y el que pierde ninguno, pero a diferencia del formato olímpico, en la etapa de grupos se concede un punto bonus al equipo que pierda por siete puntos o menos.

En caso de igualdad de puntos, los criterios para desempatar son:
1. resultado del partido entre los equipos empatados
2. diferencia de tantos marcados a favor y en contra
3. diferencia entre tries marcados a favor y en contra
4. mayor cantidad de tantos marcados
5. mayor cantidad de tries marcados.

- Etapa eliminatoria. Los cuatro primeros de cada grupo disputan las semifinales; los ganadores disputan la final por la copa y los perdedores el tercer puesto. De modo similar, los cuatro segundos disputan las semifinales por el quinto puesto; los ganadores disputan la final y los perdedores el séptimo puesto. Los cuatro terceros hacen lo mismo en pos del noveno y décimo primer puesto.

## Puntaje
Cada uno de los seis torneos de la etapa regular concede un puntaje a cada equipo según la posición en la que finalicen: 

| Posición |    |    |    | 4  | 5  | 6  | 7 | 8 | 9 | 10 | 11 | 12 |
| Puntaje  | 20 | 18 | 16 | 14 | 12 | 10 | 8 | 6 | 4 | 3  | 2  | 1  |

## Competencia femenina
- Grupo A: Nueva Zelanda (6), China (3), Brasil (0).
- Grupo B: Australia (6), Japón (3) y España (0).
- Grupo C: Canadá (6), Gran Bretaña (3), Estados Unidos (0).
- Grupo D: Francia (6), Fiyi (4) e Irlanda (0).

Clasifican a semifinales los primeros de cada grupo:
|  | Semifinales | Semifinales   | Semifinales   |               |           | Final     | Final | Final |  |
|  |             |               |               |               |           |           |       |       |  |
|  |             |               |               |               |           |           |       |       |  |
|  | B1          | Australia     | 45            |               |           |           |       |       |  |
|  | B1          | Australia     | 45            |               |           |           |       |       |  |
|  | C1          | Canadá        | 7             |               |           |           |       |       |  |
|  | C1          | Canadá        | 7             |               | Australia | Australia | 7     |       |  |
|  |             |               |               |               | Australia | Australia | 7     |       |  |
|  |             |               | Nueva Zelanda | Nueva Zelanda | 31        |           |       |       |  |
|  | A1          | Nueva Zelanda | Nueva Zelanda | Nueva Zelanda | 31        | 40        |       |       |  |
|  | A1          | Nueva Zelanda |               |               |           | 40        |       |       |  |
|  | D1          | Francia       | 14            |               |           |           |       |       |  |
|  | D1          | Francia       | 14            |               |           |           |       |       |  |
|  |             |               |               |               |           |           |       |       |  |

- Tercer puesto: Canadá le ganó a Francia.
- Quinto puesto: Japón le ganó a China.
- Séptimo puesto: Fiyi le ganó a Gran Bretaña.
- Noveno puesto: España le ganó a Irlanda.
- Undécimo puesto: Estados Unidos le ganó a Brasil.

### Tabla general femenina al finalizar el torneo
| Pos. | Evento País    | Dubái | Ciudad del Cabo | Perth | Vancouver | Hong Kong | Singapur | Puntos total |
| ---- | -------------- | ----- | --------------- | ----- | --------- | --------- | -------- | ------------ |
| 1    | Nueva Zelanda  |       |                 |       |           |           |          | 116          |
| 2    | Australia      |       | 14              |       |           |           |          | 106          |
| 3    | Francia        |       |                 |       | 4         | 14        | 14       | 80           |
| 4    | Canadá         | 6     | 12              | 14    | 8         |           |          | 72           |
| 5    | Japón          | 8     | 10              | 12    | 14        | 8         | 12       | 64           |
| 6    | Estados Unidos | 12    |                 | 10    | 6         | 10        | 2        | 58           |
| 7    | Fiyi           | 1     | 2               | 4     |           | 12        | 8        | 46           |
| 8    | Gran Bretaña   | 14    | 8               | 3     | 10        | 2         | 6        | 43           |
|      |                |       |                 |       |           |           |          |              |
| 9    | Brasil         | 4     | 2               | 8     | 12        | 6         | 1        | 33           |
| 10   | China          | 3     | 4               | 6     | 3         | 4         | 10       | 30           |
| 11   | Irlanda        | 10    | 6               | 1     | 1         | 1         | 3        | 22           |
| 12   | España         | 2     | 1               | 2     | 2         | 3         | 4        | 14           |

|  | En puesto de repechaje para disputar el ascenso/descenso. |  | Líder. |

## Competencia masculina
- Grupo A: Argentina (4), Gran Bretaña (4), Sudáfrica (3).
- Grupo B: Kenia (6), Irlanda (3), Francia (2).
- Grupo C: España (6), Uruguay (3), Australia (0).
- Grupo D: Fiyi (6), Nueva Zelanda (3) y Estados Unidos (0).

Clasifican a semifinales los primeros de cada grupo:
|  | Semifinales | Semifinales | Semifinales |      |       | Final | Final | Final |  |
|  |             |             |             |      |       |       |       |       |  |
|  |             |             |             |      |       |       |       |       |  |
|  | B1          | Kenia       | 12          |      |       |       |       |       |  |
|  | B1          | Kenia       | 12          |      |       |       |       |       |  |
|  | C1          | España      | 5           |      |       |       |       |       |  |
|  | C1          | España      | 5           |      | Kenia | Kenia | 12    |       |  |
|  |             |             |             |      | Kenia | Kenia | 12    |       |  |
|  |             |             | Fiyi        | Fiyi | 21    |       |       |       |  |
|  | A1          | Argentina   | Fiyi        | Fiyi | 21    | 24    |       |       |  |
|  | A1          | Argentina   |             |      |       | 24    |       |       |  |
|  | D1          | Fiyi        | 33          |      |       |       |       |       |  |
|  | D1          | Fiyi        | 33          |      |       |       |       |       |  |
|  |             |             |             |      |       |       |       |       |  |

- Tercer puesto: Argentina venció a España.
- Quinto puesto: Gran Bretaña venció a Uruguay.
- Séptimo puesto: Irlanda venció a Nueva Zelanda.
- Noveno puesto: Sudáfrica venció a Australia.
- Undécimo puesto: Estados Unidos venció a Francia.

### Tabla general masculina al finalizar el torneo
| Pos. | Evento País    | Dubái | Ciudad del Cabo | Perth | Vancouver | Hong Kong | Singapur | Puntos total |
| ---- | -------------- | ----- | --------------- | ----- | --------- | --------- | -------- | ------------ |
| 1    | Argentina      |       | 12              |       |           |           |          | 104          |
| 2    | Fiyi           |       |                 | 12    | 14        | 14        |          | 96           |
| 3    | España         |       | 14              |       |           | 10        | 14       | 88           |
| 4    | Sudáfrica      | 10    |                 | 14    |           | 4         | 4        | 70           |
| 5    | Francia        | 12    |                 | 10    | 6         |           | 1        | 65           |
| 6    | Australia      | 8     | 4               |       | 8         |           | 3        | 57           |
| 7    | Nueva Zelanda  | 14    | 10              | 4     | 10        | 12        | 6        | 56           |
| 8    | Gran Bretaña   | 6     | 6               | 8     | 12        | 6         | 12       | 50           |
|      |                |       |                 |       |           |           |          |              |
| 9    | Kenia          | 3     | 8               | 3     | 1         | 3         |          | 36           |
| 10   | Uruguay        | 4     | 2               | 6     | 3         | 2         | 10       | 27           |
| 11   | Irlanda        | 2     | 1               | 2     | 2         | 8         | 8        | 23           |
| 12   | Estados Unidos | 1     | 3               | 1     | 4         | 1         | 2        | 12           |

|  | En puesto de repechaje para disputar el ascenso/descenso. |  | Líder. |